# Kanpur Nagar
Kanpur Nagar är ett distrikt i den indiska delstaten Uttar Pradesh, och hade 4 167 999 invånare år 2001 på en yta av 3 030 km². Det gör en befolkningsdensitet på 1 375,6 inv/km². Den administrativa huvudorten är Kanpur, delstatens största stad. De största religionerna är Hinduism (82,73 %) och Islam (15,69 %).

## Administrativ indelning
Distriktet är indelat i tre kommunliknande enheter, tehsils:
- Bilhaur, Ghatampur, Kanpur

## Städer
Distriktets städer är huvudorten Kanpur samt Armapur Estate, Bilhaur, Bithūr, Chakeri, Choubepur Kalan, Ghātampur, Kanpur (Cantonment Board), Northern Railway Colony och Shivrajpur. Övriga orter är Kaliānpur, Nawābganj och Sachendi.
Urbaniseringsgraden låg på 67,12 procent år 2001.